# Люблінецький повіт
Люблінецький повіт (пол. powiat lubliniecki) — один з 17 земських повітів Сілезького воєводства Польщі.
Утворений 1 січня 1999 року в результаті адміністративної реформи.

## Загальні дані
Повіт знаходиться у північно-західній частині воєводства.
Адміністративний центр — місто Люблінець.
Станом на 1.01.2008 населення становить 76 468 осіб, площа 822,28 км².

## Демографія
Демографічні дані повіту станом на 30.06.2005:
|       | Всього | Всього | Жінки  | Жінки | Чоловіки | Чоловіки |
| ----- | ------ | ------ | ------ | ----- | -------- | -------- |
|       | осіб   | %      | осіб   | %     | осіб     | %        |
| Повіт | 76 692 | 100    | 38 971 | 50,8  | 37 721   | 49,2     |
| Міста | 28 662 | 100    | 14 668 | 51,2  | 13 994   | 48,8     |
| Села  | 48 030 | 100    | 24 303 | 50,6  | 23 727   | 49,4     |